# Dicypellium manausense
Dicypellium manausense är en lagerväxtart som beskrevs av W. A. Rodrig.. Dicypellium manausense ingår i släktet Dicypellium och familjen lagerväxter. Inga underarter finns listade i Catalogue of Life.